# Paul Manafort
Paul Manafort (New Britain, 1º aprile 1949) è un imprenditore statunitense, avvocato, lobbista e a lungo consulente politico del Partito Repubblicano. Responsabile della campagna elettorale di Donald Trump durante le elezioni presidenziali del 2016, è stato consulente elettorale per le campagne presidenziali dei repubblicani Gerald Ford, Ronald Reagan, George H. W. Bush e Bob Dole. Ha svolto anche attività di lobby per conto di leader stranieri come l'ex presidente dell'Ucraina Viktor Janukovyč, l'ex dittatore delle Filippine Ferdinand Marcos, l'ex dittatore dello Zaire Mobutu Sese Seko e il leader guerrigliero angolano Jonas Savimbi.

## Biografia

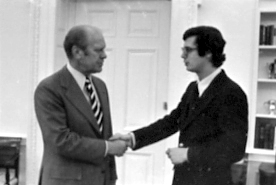
Manafort saluta Gerald Ford nel 1976

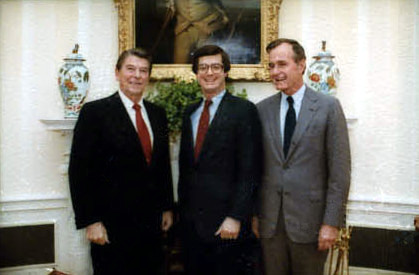
Manafort con Ronald Reagan e George H. W. Bush nel 1982

Paul John Manafort Jr. è nato il 1º aprile 1949 a New Britain, Connecticut, figlio di Antoinette Mary Cifalu (1921–2003) e Paul John Manafort Sr. (1923–2013). Suo nonno emigrò negli Stati Uniti dall'Italia all'inizio del XX secolo, stabilendosi nel Connecticut. Nel 1919 fondò la società di costruzioni New Britain House Wrecking Company (in seguito ribattezzata Manafort Brothers). Durante la seconda guerra mondiale suo padre ha prestato servizio negli ingegneri militari dell'esercito americano ed è stato sindaco di New Britain dal 1965 al 1971.
Nel 1967, Manafort si diplomò alla St. Thomas Aquinas High School di New Britain, una scuola secondaria cattolica privata, chiusa nel 1999. Si è poi laureato alla Georgetown University in economia aziendale nel 1971 e in legge nel 1974.
Tra il 1977 e il 1980, Manafort ha esercitato la professione legale presso lo studio di Vorys, Sater, Seymour e Pease a Washington (licenza che poi gli sarà ritirata nel 2019). Nel 1980, Manafort è stato uno dei soci fondatori della società di lobbying Black, Manafort & Stone con sede a Washington, DC, insieme a Charles R. Black Jr. e Roger J. Stone. Dopo l'ingresso di Peter G. Kelly, il nome dell'azienda fu cambiato in Black, Manafort, Stone & Kelly (BMSK) nel 1984. Dodici anni più tardi, nel 1996, Manafort ha lasciato la BMSK per costituire con Richard H. Davis e Matthew C. Freedman la Davis, Manafort & Freedman.

### La condanna nel 2018
È stato condannato per frode fiscale e bancaria nel 2018.
Il 27 ottobre 2017 Manafort e il suo socio Rick Gates sono stati incriminati per vari reati derivanti dal suo lavoro di consulenza per il governo filo-russo di Viktor Janukovyč in Ucraina prima del rovesciamento di Janukovyč nel 2014. L'incriminazione era stata richiesta dal consulente speciale di Robert Mueller. Nel giugno 2018 vi furono ulteriori accuse contro Manafort per ostruzione della giustizia e manomissioni dei testimoni che si presume siano avvenute mentre era agli arresti domiciliari, per poi essere condannato al carcere.
Manafort è stato processato in due tribunali federali. Nel distretto orientale della Virginia nell'agosto 2018, Manafort è stato condannato con otto capi di accusa per frode fiscale e bancaria. Nel tribunale distrettuale di Washington, Manafort si è dichiarato colpevole di due capi d'accusa e ha accettato di collaborare con i pubblici ministeri. Il 26 novembre 2018, Robert Mueller riferì che Manafort violò il pattegiamento mentendo ripetutamente agli investigatori e il 13 febbraio 2019, il giudice del tribunale distrettuale annullò l'accordo stipulato. Il 7 marzo 2019 è stato condannato a 47 mesi di prigione.
Il 23 dicembre del 2020 il presidente degli Stati Uniti Donald Trump lo ha graziato.

## Vita privata
Manafort è sposato con l'avvocata Kathleen Bond Manafort dal 12 agosto 1978. Hanno due figli adulti, Jessica e Andrea.